# Celeste 2
Celeste 2 (tyt. oryg. Celeste, siempre Celeste) – telenowela argentyńska z 1993 roku, kontynuacja telenoweli Celeste.

## Informacje ogólne
Scenariusz serialu napisali Enrique Torres i José Nicolás, a wyreżyserował go Nicolás del Boca. Główne role zagrali ponownie Andrea del Boca (tym razem w podwójnej roli) oraz Gustavo Bermúdez. W serialu pojawiły się także znane z poprzedniej części Dora Baret, Adela Gleijer i Hilda Bernard – reszta obsady to nowi aktorzy. Norberto Díaz jak i sam serial zostali dwukrotnie nominowani do nagrody Martín Fierro w kategoriach „najlepsza telenowela” i „najlepszy aktor drugoplanowy”, za lata 1993 i 1994. W Polsce telenowelę wyemitowała stacja Polonia 1. W 2014 roku serial został udostępniony przez Telefe na oficjalnym kanale YouTube.

## Zarys fabuły
Celeste wszystko dobrze się ułożyło po pomyślnych wydarzeniach z pierwszej serii serialu. Matka Franco, Teresa, nadal nienawidzi Celeste i nie odpuszcza zemsty na niej. Nakazuje ją porwać i zamordować. Celeste ucieka porywaczom, jednak doznaje urazu. Cała rodzina uważa Celeste za zmarłą, kiedy ta leży w szpitalu i traci pamięć. W tym samym czasie wychodzi na jaw tajemnica sprzed lat, nieznana bohaterom ani widzom pierwszej części serialu. Odnajduje się siostra bliźniaczka Celeste – Clara, która jest teraz żoną dr Amadeo Pizzamiglio. Celeste i Franco znowu zostają od siebie rozdzieleni.

## Obsada
- Andrea del Boca jako Celeste/Clara
- Gustavo Bermúdez jako Franco
- Dora Baret jako Teresa
- Adela Gleijer jako Aída
- Lydia Lamaison jako Cora
- Ivo Cutzarida jako Michele
- Henry Zakka jako Juan Ignacio
- Mónica Galán jako Roberta
- Ingrid Pelicori jako Ornella
- Osvaldo Tesser jako Valentín
- Norberto Díaz jako Guido
- Jorge D'Elía jako Amadeo
- Hilda Bernard jako Amanda